# 제이미 앤드류스
제이미 앤드류스(Jaime Andrews, 1976년 10월 21일 ~ )는 미국의 배우, 텔레비전 배우, 영화배우, 연극 배우이다.
롱아일랜드에서 태어났다.

## 영화
- 베이비 지니어스 앤 더 스페이스 베이비 (2015년) - 베티 보빈스 역
- 베이비 지니어스 앤 더 트레져스 오브 이집트 (2014년) - 베티 보빈 역
- 볼드 네이티브 (2010년)
- 스크림 오브 더 비키니 (2009년)
- 더 스모킹 건 프리젠트: 월드 덤베스트 (2008년) - 본인 역
- 펜 & 텔러: 불쉿! (2003년)